# Amt Rammelburg

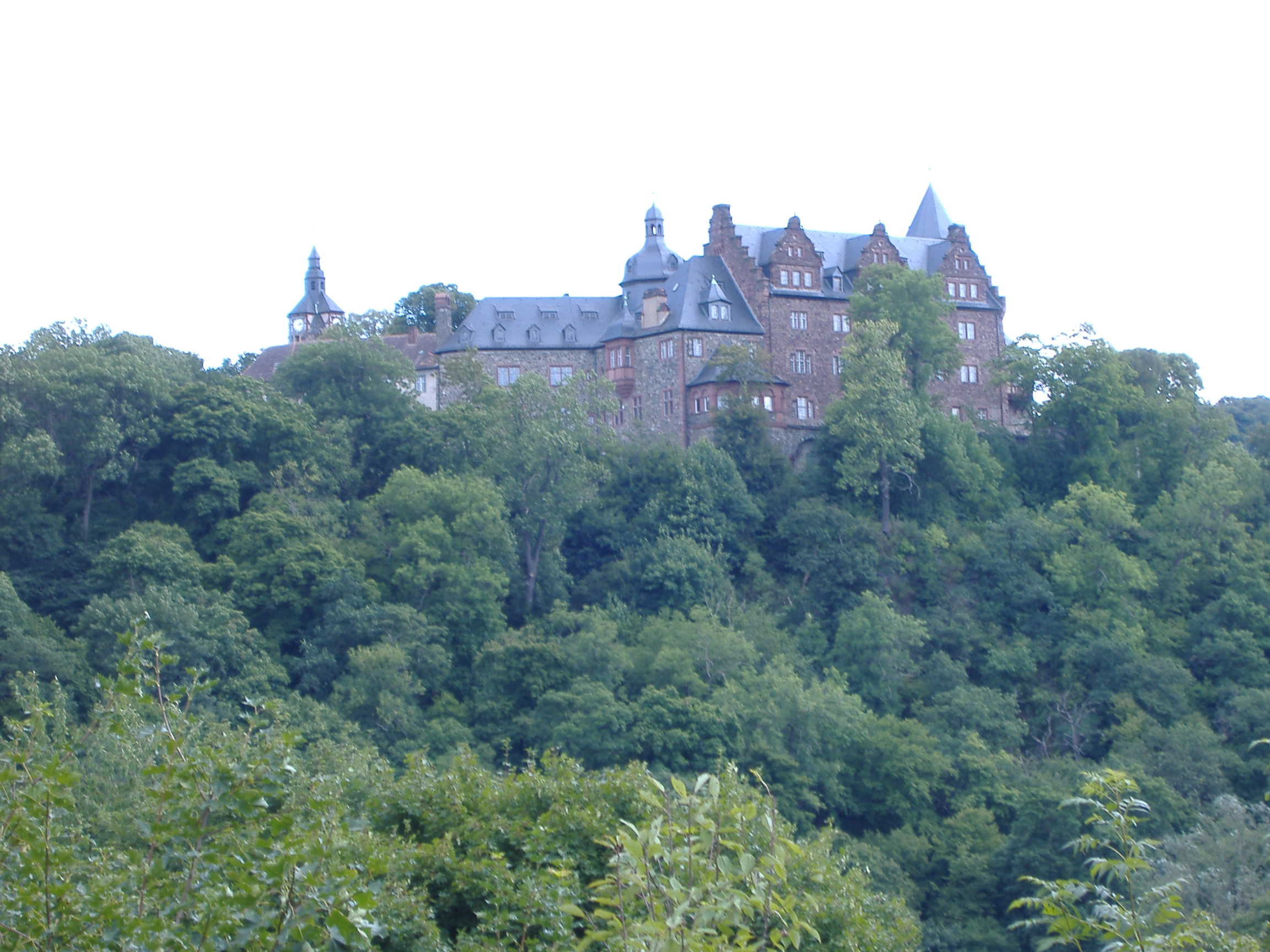
Schloss Rammelburg – einst Sitz des gleichnamigen Amtes

Das Amt Rammelburg war eine Verwaltungseinheit des nach der Sequestration an Kursachsen gefallenen Teiles der Grafschaft Mansfeld.

## Geschichte
Im 15. Jahrhundert erwarben die Grafen von Mansfeld die Lehnsherrschaften Rammelburg und Wippra, die 1506 zu einem Amt vereinigt wurden. Seit dem Ende des 16. Jahrhunderts ist das Amt Rammelburg so gut wie dauerhaft verpfändet gewesen.
Graf David von Mansfeld (1573–1628) verkaufte in Naumburg (Saale) am 24. Juni 1602 wiederkäuflich sein Schloss Rammelburg, Haus und Amt Rammelburg an Caspar von Berlepsch (1560–1628) auf Buhla und Großbodungen.
Neben Rammelburg werden auch folgende Flecken und Dörfer für die Summe von 100.000 Talern für 15 Jahre verpfändet: Wippra, Braunschwende, Königerode, Steinbrücken, Abberode, Ritzgerode, Biesenrode, Hermerode und Friesdorf sowie die Vorwerke Rammelburg, Popperode und Hilkenschwende.
Nach 22 Jahren gab es zwischen Graf David von Mansfeld und Caspar von Berlepsch am 12. Juni 1624 auf der Rammelburg einen Vertragsnachtrag, in dem es um die Baukosten für das Schloss Rammelburg, das Vorwerk und den Brauhof ging. Im Vertrag von 1602 war Caspar von Berlepsch zugesagt worden, dass der bei Vorlage von Baurechnungen 5.000 Taler wiedererstattet erhält. Bei der Auswertung der Baurechnungen zeigte sich jedoch, dass die Baukosten mittlerweile auf 14.445 Gulden angewachsen waren. Berlepsch und Graf David verglichen sich nach zähen Verhandlungen, dass von Berlepsch alle im Inventar von 1602 gelisteten Mobilien erhält und damit die Baukosten dauerhaft beglichen sind.
1624 übernahm das Amt die Familie von Stammer aus Ballenstedt, der noch weitere private Besitzer, darunter der Domherr Johann Heinrich von Stammer (1603–1654), folgen sollten.
1808 ging die Landeshoheit durch Vertrag vom Königreich Sachsen an das Königreich Westphalen über. 1815 kam das Amt komplett an Preußen.